# Sara Maynar Escanilla
Sara Maynar Escanilla (Zaragoza, 1906–Burbáguena, Teruel, 1986) fue una destacada docente española.

## Primeros estudios
Nace el 20 de octubre de 1906 en la calle Cerdán de Zaragoza, hija del matrimonio formado por el abogado civilista Manuel Maynar Barnolas y Pilar Escanilla Estrada. El orden de la prole era David, Cecilia, Sara, Irma, Javier, Laura y Raquel.
Asistió a las clases del Colegio San Felipe, ubicado en lo que hoy es el Museo Gargallo, en el Palacio de los Condes de Arguillo. Después pasó a un colegio privado, regentado por doña Concha Baró en la zona de Sagasta. Su siguiente salto la lleva a acabar el bachiller en el Instituto de Zaragoza, junto a la antigua Universidad en la plaza de la Magdalena.
Por entonces la familia se había trasladado a vivir a la calle San Juan y San Pedro, en un edificio que todavía conserva su familia. Realizó los primeros estudios en varios colegios privados y terminó el Bachillerato, con excelentes calificaciones, en el Instituto de Zaragoza en 1923. 

## Estudios de Derecho
Cursó la carrera de Derecho, por deseo paterno, y al mismo tiempo se licenció en Filosofía y Letras.
A los veintidós años se convirtió en la primera licenciada en Derecho de Aragón, con premio extraordinario y número uno de su promoción . 
Casi simultáneamente, "La voz de Aragón" publica una entrevista similar firmada por J. Sanz Rubio. Como una heroína fue tratada en la revista Estampa, revista gráfica y literaria de la actualidad española y mundial2 .
Con la intención de realizar el Doctorado, marchó a Madrid donde conoció a los escritores de la Generación del 27, especialmente Rafael Alberti de quien fue amiga.

## Actividad docente
A pesar de las expectativas familiares, muy pronto abandonó la abogacía para dedicarse a la docencia: auxiliar de clases prácticas de Derecho Internacional y Derecho Administrativo, en la Universidad de Zaragoza, en los cursos 1939-41, profesora interina y adjunta de griego en varios institutos y encargada de Cátedra de Filosofía y Psicología en la Escuela Normal de Magisterio de Teruel. Fue adjunta interina de Lengua Griega en el Instituto de Enseñanza Media de Calatayud (Zaragoza) durante los cursos 41-42 y 42-43.
En 1944 obtiene por oposición la plaza de profesora adjunta de Lengua Griega en el Instituto de Enseñanza Media de Teruel, donde dio clases los años 45 hasta el 50.
En 1950 se trasladó como profesora de Lengua y Literatura al recién creado Instituto Laboral (masculino) de Alcañiz. En enero de 1951, a los quince días de haber comenzado las clases, fue nombrada Directora, cargo en el que permaneció hasta 1976.
En 1967 convirtió el instituto laboral en instituto de bachillerato y logró que el instituto fuera masculino y femenino, aunque en un primer momento las chicas asistieron a clases separadas de los chicos. Por su labor docente y como directora mereció el reconocimiento del Ministerio de Educación con la Medalla de Alfonso X el Sabio, en su categoría de Lazo, y de la Delegación Nacional de Juventudes con la Medalla de Plata de la Juventud.

## Actividad social
Su sensibilidad social y el alto concepto que tenía de la educación en general y de la formación de las mujeres en particular, la llevaron a asumir personalmente ayudas económicas para que pudieran continuar sus estudios, sobre todo, las jóvenes que lo necesitasen. Era reconocida como excelente profesora de Literatura por numerosas generaciones de estudiantes que la siguieron visitando tras su jubilación. Fue una prolífica escritora, brillante conferenciante y activa esperantista. También fue concejala del Ayuntamiento de Alcañiz, cargo que prolongó tras su jubilación hasta terminar su mandato.
El año 2009 el Ayuntamiento de Zaragoza puso su nombre a una calle de la ciudad que hasta entonces se había llamado Crucero Baleares.